# Школа для дураков
«Шко́ла для дурако́в» — первый и наиболее известный роман русского писателя Саши Соколова. Закончен в 1973 году, распространялся через самиздат.

## Сюжет
Главный герой книги — ученик Такой-то, страдающий от раздвоения личности и нелинейного восприятия времени. Помимо этого в книге поднимаются фантасмагорически осмысленные проблемы советского общества — репрессии, гонения на генетику, воинствующий атеизм и проч.

## Публикация
Роман был опубликован издательством «Ардис» в США в 1976 году, уже после эмиграции Соколова. В качестве аннотации к изданию были использованы лестные слова о романе из личного письма Владимира Набокова к издателю книги, владельцу «Ардиса» Карлу Профферу. Проффер также перевёл роман на английский язык и опубликовал перевод в англоязычном сборнике «Современная русская проза» (англ. Contemporary Russian Prose; 1982), в послесловии охарактеризовав «Школу для дураков» как центральное событие сборника.

## Отзывы критики
Характеризуя «Школу для дураков» как «наиболее сюрреалистическое произведение современной русской литературы», Вольфганг Казак отмечал в своём «Лексиконе русской литературы XX века»:
Написанная на одном дыхании, эта повесть, как и другие прозаические произведения Соколова, претерпела не менее пяти авторских переработок; интуиция поверялась очень серьёзным отношением к слову. Композиция повести выявляется в соотношении отдельных частей и смене стилевых уровней. Отсутствует не только сюжет: меняются и персонажи, теряя идентичность. Механическое течение времени не признаётся, как и граница между жизнью и смертью. Языковое экспериментаторство наряду с многими конкретными намёками на советскую действительность и русскую историю, отражает и духовные поиски, внелогические открытия фундаментальных взаимосвязей.
Михаил Берг отмечал в книге Соколова большую роль христианского миросозерцания и подчёркивал, в качестве исключительного достоинства «Школы для дураков», то, что её композиционные и языковые особенности напрямую вытекают из особенностей протагониста:

Герой инфантилен и неразумен — этим мотивируется право на композиционную игру, на отталкиванье от жёстких рёбер разумного мира, на стилистическую эквилибристику и безразличие ко времени, которое течёт то в одну сторону, то в другую, как дует ветер. Однако, жанр не детерминирует повествования и не покушается на творческую волю автора: законы жанра эластичны и подвижны, словно тонкая родовая оболочка. Из мира вынута косточка разума, но оставлена прозрачная воздушность души.

Марк Липовецкий указывает, что «Школа для дураков», напрямую наследуя Набокову, проложила дорогу к наиболее важным и интересным явлениям русской прозы XXI века, включая произведения Александра Гольдштейна, Дениса Осокина, Николая Кононова, Андрея Левкина, Александра Ильянена, Станислава Львовского и других.

## Постановки
- 2 марта 2024 — Ульяновский драматический театр им. Гончарова. Режиссёр — Артём Устинов
- 2022 — Творческая лаборатория «Угол» (Казань). Режиссёр — Майя Дороженко.
- 2021 — Малый театр кукол (Санкт-Петербург). Режиссёры — Алексей Синицин, Чакчи Фросноккерс.
- 2018 — «Смерть Норвегова». Архангельский областной молодёжный театр. Режиссёры — Николай Дрейден, Полина Митряшина, Павел Семченко.
- 2013 — «Край одинокого козодоя». Народный молодёжный театр-студия «Шанс» (Рязань). Режиссёры-постановщики — Олег и Лариса Ховрачёвы.

## Переводы на другие языки

### Наанглийский язык
- Sokolov S. A School for Fools [Пер. на англ.: Boguslawski, Alexander] — Нью-Йорк: New York Review Books, Ugly Duckling Presse, 2015. — 208 с. — ISBN 978-1-59017-846-1

### Наарабский язык
- سوكولوف ساشا. مدرسة الحمقى [Пер. на араб.: М. Н. Эльгебали] — Каир: Национальный центр перевода, 2023. — 290 с.

### Наеврейский язык
- בית ספר למטומטמים. [Пер. на иврит: Тино Московиц] — Иерусалим: Кармель Паблишинг, 2022. — 299 с. — ISBN 978-965-7805-46-6

### Накитайский язык
- 薩沙･索科洛夫 愚人學校 [Пер. на кит.: 宋雲森] — Тайбэй: Chi Ming Publishing Company /啟明出版事業股份有限公司, 2017. — 505 с. — ISBN 978-986-93383-6-3

### Натурецкий язык
- Sokolov S. Budalalar Okulu [Пер. на тур.: Gürses, Sabri] — Стамбул: Timaş Yayınları, 2016. — 347 с. — ISBN 978-605-08-2176-5